# Miriquidica nigroleprosa
Miriquidica nigroleprosa är en lavart som först beskrevs av Vain., och fick sitt nu gällande namn av Hertel & Rambold. Miriquidica nigroleprosa ingår i släktet Miriquidica och familjen Lecanoraceae.  Arten är reproducerande i Sverige. Inga underarter finns listade i Catalogue of Life.